# Thunderbolts*
Thunderbolts* és una pel·lícula de superherois estatunidenca basada en l'equip de Marvel Comics del mateix nom. Produïda per Marvel Studios i distribuïda per Walt Disney Studios Motion Pictures, és la 35a pel·lícula de l'Univers Cinematografic Marvel (MCU). La pel·lícula està dirigida per Jake Schreier i escrita per Eric Pearson, i és protagonitzada per un repartiment conjunt amb Sebastian Stan, Hannah John-Kamen, Wyatt Russell, Julia Louis Dreyfus, Florence Pugh, David Harbour, Olga Kurylenko, Ayo Edebiri i Harrison Ford.
Marvel Studios va començar a suggerir la formació d'un equip dels Thunderbolts dins de l'MCU el 2021. Es va revelar que la pel·lícula estava en desenvolupament el juny de 2022, quan Schreier i Pearson es van adjuntar. Els principals membres del repartiment de la pel·lícula es van revelar aquell setembre. Es preveu que el rodatge comence a principis del 2023, a Atlanta, Geòrgia.
Estava previst que s'estrenés el 26 de juliol de 2024, com a part de Fase 5 de l'MCU, però es va reprogramar al 25 de juliol de 2025, convertint-se en la primera película de la Fase 6.